# Regering-Schwarzenberg
Dit artikel geeft een overzicht van de regering onder Felix zu Schwarzenberg in het Keizerrijk Oostenrijk.
| Functie                       | Persoon                          | Van              | Tot             |
| ----------------------------- | -------------------------------- | ---------------- | --------------- |
| Minister-president            | Felix zu Schwarzenberg           | 21 november 1848 | 5 april 1852    |
| Buitenlandse Zaken            | Felix zu Schwarzenberg           | 21 november 1848 | 11 april 1852   |
| Handel                        | Karl Ludwig von Bruck            | 21 november 1848 | 23 mei 1851     |
| Handel                        | Andreas von Baumgartner          | 23 mei 1851      | 11 april 1852   |
| Onderwijs                     | Franz Seraph Stadion             | 21 november 1848 | 17 mei 1849     |
| Onderwijs (gevolmachtigd)     | Ferdinand von Thinnfeld          | 17 mei 1849      | 28 juli 1849    |
| Onderwijs                     | Leo von Thun und Hohenstein      | 28 juli 1849     | 11 april 1852   |
| Financiën                     | Philipp von Krauß                | 21 november 1848 | 23 mei 1851     |
| Financiën                     | Andreas von Baumgartner          | 21 december 1851 | 11 april 1852   |
| Binnenlandse Zaken            | Franz Seraph Stadion             | 21 november 1848 | 17 mei 1849     |
| Binnenlandse Zaken            | Alexander von Bach               | 28 juli 1849     | 11 april 1852   |
| Justitie                      | Alexander von Bach               | 21 november 1848 | 28 juli 1849    |
| Justitie                      | Anton von Schmerling             | 28 juli 1849     | 23 januari 1851 |
| Justitie                      | Karl von Krauß                   | 23 januari 1851  | 11 april 1852   |
| Minerale Reserves en Mijnbouw | Ferdinand von Thinnfeld          | 21 november 1848 | 11 april 1852   |
| Oorlog                        | Franz Cordon                     | 21 november 1848 | 2 juni 1849     |
| Oorlog                        | Ferenc Gyualay von Maros-Nemeth  | 2 juni 1849      | 16 juli 1849    |
| Oorlog                        | Anton von Csorich di Monte Creto | 16 juli 1849     | 11 april 1852   |
| Zonder portefeuille           | Franz von Kulmer                 | 2 december 1848  | 22 januari 1852 |
| Zonder portefeuille           | Franz Seraph Stadion             | 28 juli 1849     | 11 april 1852   |

Kolowrat · Pillersdorf · Wessenberg · Schwarzenberg · Buol · Rechberg · Aartshertog Reinier · Belcredi